# Aggravation
Aggravation (von lateinisch aggravare: schwerer machen, verschlimmern; lat. gravis: schwer) bezeichnet die deutliche Verschlechterung eines Zustandes über die Zeit. Eine Aggravation ist eine Verschlimmerung, eine Erschwerung oder eine Verschärfung. Am häufigsten wird der Begriff in der Medizin verwendet, wo Aggravation (wie auch Exazerbation oder Rekrudeszenz) die Verschlimmerung einer Erkrankung oder eines Krankheitssymptoms bezeichnet. Mitunter werden Aggravatio (neulateinisch), Aggravation und Aggravierung synonym gebraucht.
Eine übertriebene Darstellung (englisch exaggeration) der Schwere der eigenen Erkrankung oder eines Symptoms durch einen Patienten kann ebenfalls als Aggravation bezeichnet werden, als Gegenteil von Dissimulation beziehungsweise Bagatellisierung von Krankheitssymptomen. Davon ist die Simulation abzugrenzen, bei der das Symptom gänzlich vorgegeben wird, während es bei einer Aggravation durchaus existiert, aber entweder bewusst hochgespielt oder vom Patienten als gravierender empfunden wird als es tatsächlich ist. Solange eine Fehldiagnose nicht eindeutig ausgeschlossen werden kann, spricht man auch von Aggravationsverdacht.
Deshalb kennt das Fremdwörterbuch des Duden zwei verschiedene Definitionen der Aggravation:
- Übertreibung von Krankheitserscheinungen
- Verschlimmerung einer Krankheit

In der Psychiatrie wurde definiert: Die Aggravation ist „die absichtliche Übertreibung oder Verstärkung, besonders bei bestehenden Krankheitssymptomen. Während man von Simulation eher bei der Vortäuschung von Symptomen im verbalen Bereich spricht, liegt Aggravation dann vor, wenn sich die Täuschung im Verhaltens- und Ausdrucksbereich bemerkbar macht.“
Ein Patient aggraviert, um eine vermehrte Zuwendung oder andere Vorteile zu erlangen, zum Beispiel soziale Vorteile wie eine Rente oder Schmerzensgeld. In der Augenheilkunde gibt es deswegen sogenannte Aggravationsteste. Das sind Sehproben, mit denen ein vorgetäuschter Augenschaden unbemerkt geprüft werden kann.